# تاريخ ماليزيا

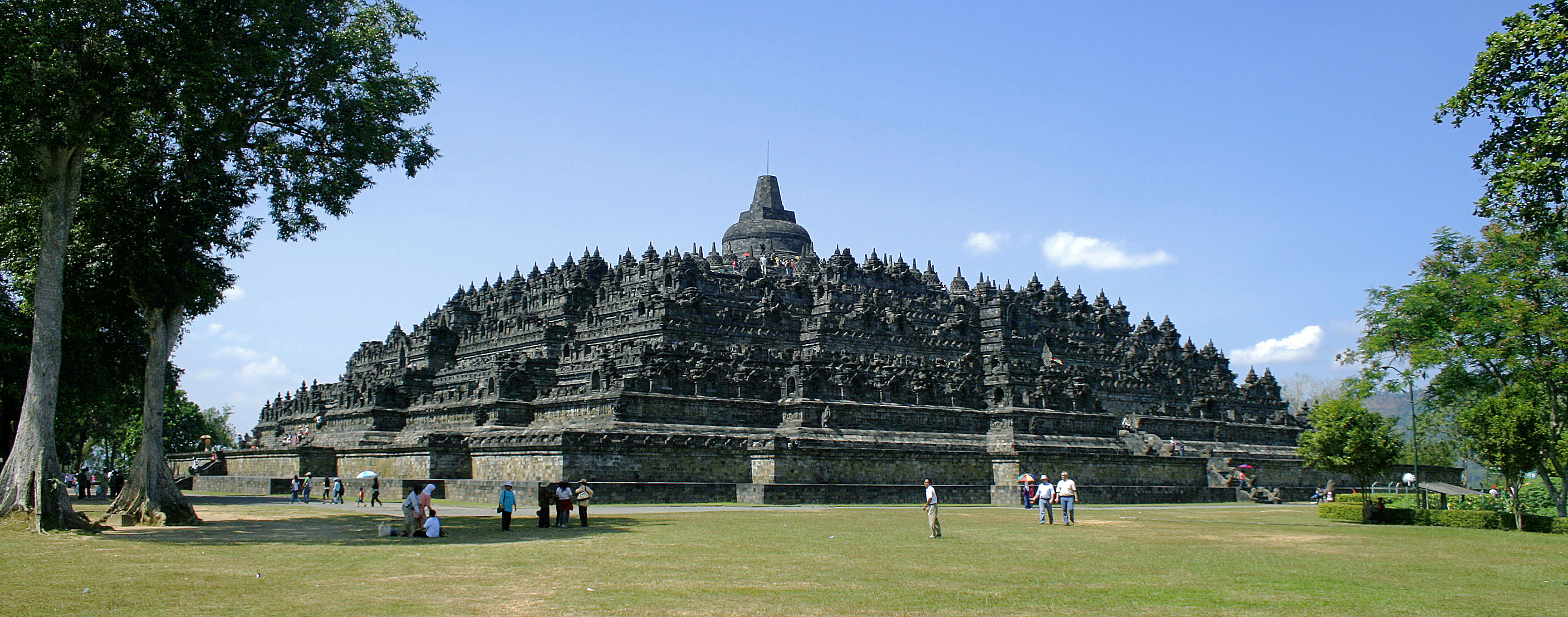

تاريخ ماليزيا

## عصور ما قبل التاريخ

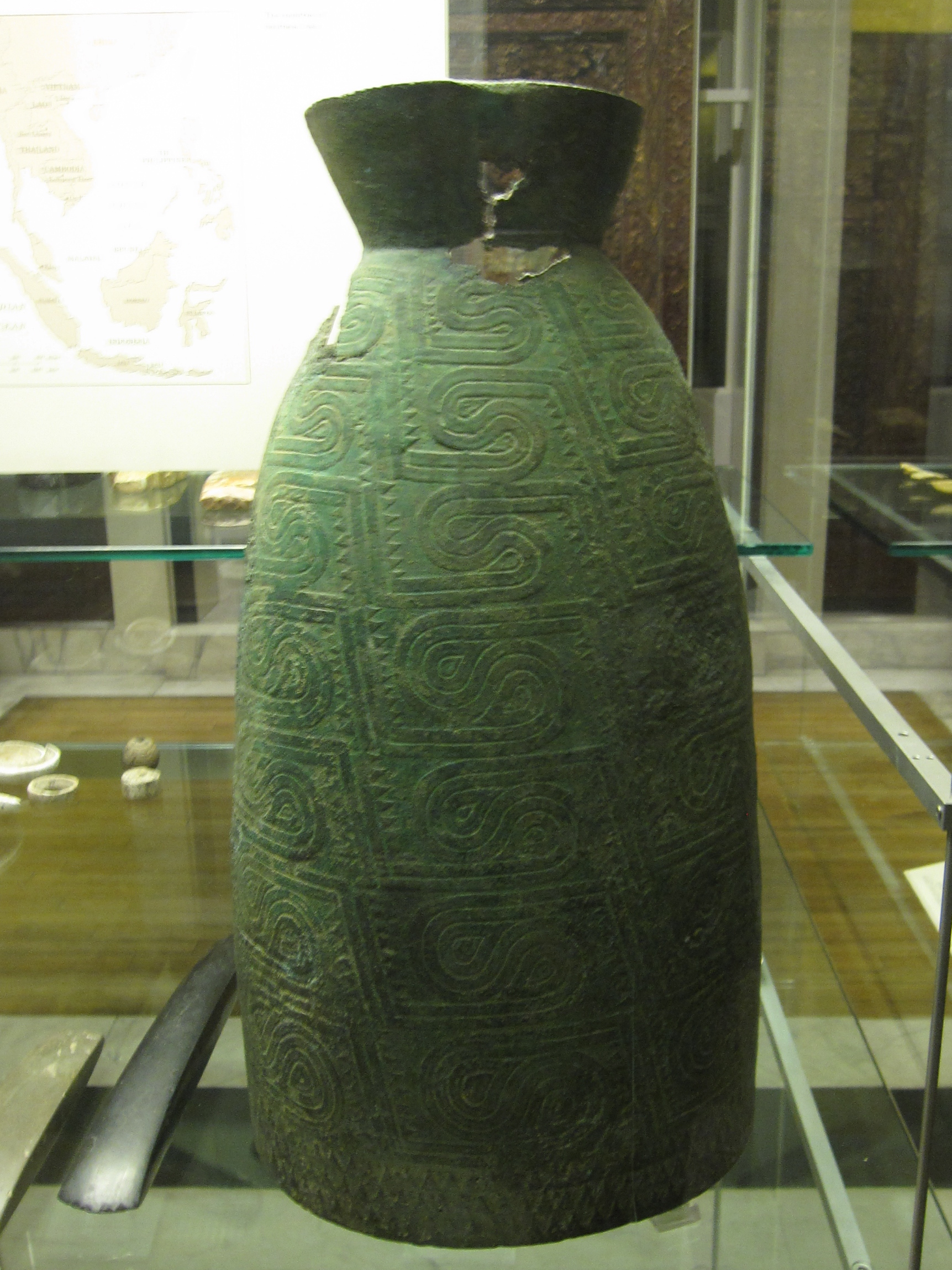
جرس برونزي من ولاية سيلانغور، ماليزيا: يعود إلى الفترة ما بين 200 قبل الميلاد و200 ميلادي.

تكشف الأبحاث الأثرية وجود آثار من تلك المرحلة في جميع أنحاء شبه جزيرة ماليزيا وصباح وسراوق. يعود أقرب دليل على أن الإنسان سكن المنطقة إلى 40,000 عاماً. هؤلاء الصيادون الميزوليتيون هم على الأغلب أسلاف سيمانغ، وهي مجموعة نيغريتو عرقية ذات أصول عميقة في شبه جزيرة الملايو.
يبدو أن سينوي مجموعة مركبة، حيث يعود ما يقرب من نصف سلالات أمهات الحمض النووي إلى أسلاف سيمانغ والنصف الآخر إلى الهجرات اللاحقة من الهند الصينية. يقترح العلماء بأنهم من نسل المزارعين الأوائل الناطقين بالأسترونيزية، الذين جلبوا كلاً من لغتهم وتقنيات الزراعة إلى الجزء الجنوبي من شبه الجزيرة فيما يقرب من 5000 سنة مضت. حيث اندمجوا واتحدوا مع السكان الأصليين.
أسلاف المالايو الأوائل أكثر تنوعا. على الرغم من أنهم يظهرون بعض الارتباط بجزيرة جنوب شرق آسيا، يرتبط بعضهم بأنساب في الهند الصينية من العصر الجليدي الكبير الأخير، حوالي 20,000 سنة مضت. يدعم علماء الأنثروبولوجيا الفكرة القائلة بأن أسلاف الملايو نشئوا فيما يعرف اليوم باسم يونان في الصين. أعقب ذلك انتشار هولوسيني مبكر عبر شبه جزيرة الملايو إلى جزيرة جنوب شرق آسيا. نحو 300 ق.م، دفعوا داخلياً من قبل أسلاف الملايو الثانويين، وهم مجموعة من العصر الحديدي أو العصر البرونزي تنحدر جزئياً من شعب تشام من كمبوديا وفيتنام. كان أسلاف الملايو الثانويين المجموعة الأولى في شبه الجزيرة التي تستخدم الأدوات المعدنية، والسلف المباشر لشعب الملايو الماليزي الحالي.

## التاريخ المبكر

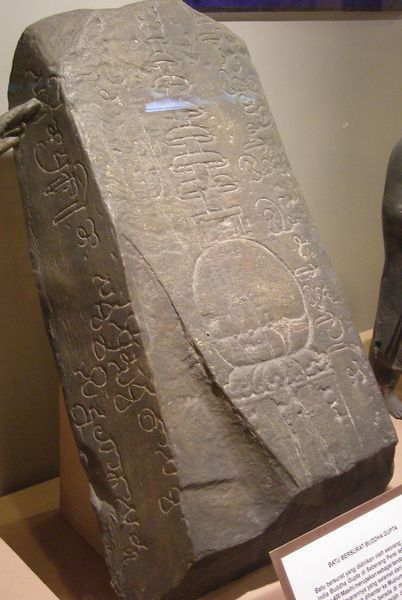
حجر بوذا غوبتا من القرن الرابع أو الخامس الميلادي. عثر عليه في ماليزيا ومحفوظ حاليًا في كلكوتا في الهند.

عرف الهنود القدامى شبه جزيرة الملايو باسم سوفارنادفيبا أو «شبه الجزيرة الذهبية». بينما ظهرت على خريطة بطليموس باسم «الشيرونيز الذهبي». أشار إلى مضيق ملقا باسم جيب ساباريكوس. وصل التجار والمستوطنون من الهند والصين في وقت مبكر من القرن الأول. أنشأ الصينيون والهنود موانئ تجارية وبلدات في المنطقة في القرنين الثاني والثالث الميلاديين، والتي وصلت أعدادها إلى 30 وفقاً لمصادر صينية. كما أن تأثيرهم على الثقافة المحلية كان جلياً. في القرون الأولى من الألفية الأولى، اعتنق سكان شبه جزيرة الملايو الأديان الهندية من الهندوسية والبوذية، فضلا عن استخدام نظام الكتابة السنسكريتي.
إحدى أولى الممالك المعروفة التي سيطرت على ما هو الآن وماليزيا هي الامبراطورية القديمة لانغكاسوكا، وتقع في شمال شبه جزيرة الملايو حول تاسيك سيني. ارتبطت ارتباطاً وثيقاً بمملكة فونان في كمبوديا، التي حكمت أيضاً الجزء الشمالي من ماليزيا حتى القرن السادس. ووفقاً لسيجاراه ملايو («حوليات الملايو»)، أسس أمير الخمير راجا غانجي سارجونا مملكة غانغا نيجارا (بيرواس، فيرق حالياً) في بدايات القرن الثامن. بين القرنين السابع والثالث عشر خضع أغلب شبه الجزيرة الماليزية لامبراطورية سريفيجايا، التي تمركزت في فلمبان في جزيرة سومطرة.
هوجمت غانغا نيغارا في عامي 1025-1026 من قبل راجيندرا تشولا الأول، وهو امبراطور التاميل الذي يعتقد الآن أنه دمر كوتا جيلانغجي، وقعت كيدا، المعروفة باسم كيدارام، تشي –تشا (وفقاً لـ إي – تشينغ) أو كاتاها في البالافا أو السنسكريتية القديمة، في طريق الغزوات المباشر وحكمها التشولا من 1025. اضطر خليفة تشولا الأول، فيرا راجيندرا تشولا، لاخماد تمرد في كيدا للتخلص من الغزاة الآخرين. سيطرة تشولا على المنطقة أدت إلى تراجع عظمة سريفيجايا، وهي مملكة اندونيسية سيطرت على كيدا وفطاني وصولاً إلى ليغور.
تصف قصيدة «باتينابالاي» التاميلية من القرن الثاني الميلادي سلعاً كادارام تنهال في شوارع عاصمة تشولا الواسعة. تشير الدراما السنسكريتية من القرن السابع، كاوموديماهوتسفا، إلى كيدا باسم كاتاها ناغاري. كما تذكر أغنيبورانا منطقة تعرف باسم اندا – كاتاها مع إحدى حدودها محددة بذروة، يعتقد العلماء أنها غونونغ جيراي. تصف قصص من كاتاساريتاساغارام أناقة الحياة في كاتاها. سيطرت المملكة البوذية ليغور على كيدا بعد فترة وجيزة. استخدمها الملك تشاندرابانو كقاعدة للهجوم على سريلانكا في القرن الحادي عشر. دون هذا الحدث بنقش حجري في ناغاباتينوم في نادو التاميلية وفي الروايات السريلانكية ماهافامسا.
بعد سقوط سريفيجايا، سيطرت الإمبراطورية ماجاباهيت المتمركزة في جاوة على معظم أنحاء إندونيسيا، شبه الجزيرة الماليزية، وسواحل جزيرة بورنيو.

## ملقة
في بدايات القرن الخامس عشر، أنشأ باراميسوارا، وهو أمير من فلمبان في إمبراطورية سريفيجايا السابقة، سلالة حاكمة وأسس ما عرف لاحقا باسم سلطنة ملقا. أدى احتلال مدينة باليمبانغ إلى فراره وآخرون عديدون. أبحر باراميسوارا قاصداً تيماسيك هرباً من الاضطهاد. وهناك كان تحت حماية تيماجي، قائد من الملايو من فطاني عينه ملك سيام وصياً على تيماسيك. في غضون بضعة أيام، قتل باراميسوارا تيماجي وعين نفسه وصياً. بعد نحو خمس سنوات تلت اضطر لمغادرة تيماسيك، بسبب تهديدات من سيام. خلال هذه الفترة، هاجم أسطول جاوي من ماجاباهيت تيماسيك.

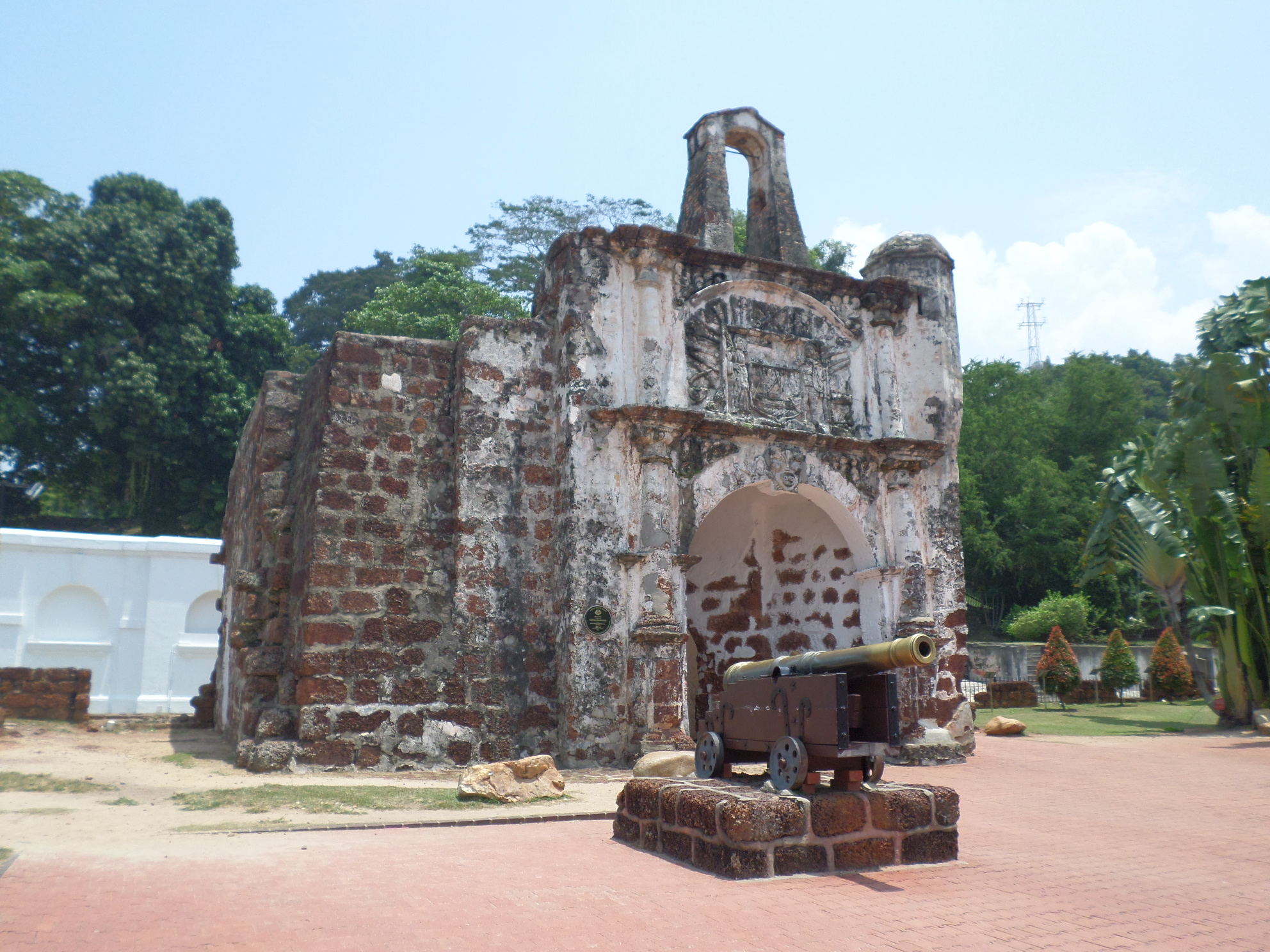
حصن فاموسا (المشهور) البرتغالي في ملقة. بناه البرتغاليون في القرن السادس عشر.

توجه باراميسوارا شمالاً وأسس مستوطنة جديدة. في موار، أراد باراميسوارا بناء مملكته الجديدة في بياواك بوسوك أو في كوتا بوروك. بعدما وجد أن موقع موار لم يكن مناسبا، واصل رحلته شمالا. على طول الطريق، وقيل انه زار سينينغ اوجونج (الاسم السابق لسنجاي أوجونج سونجاي الحالية) حتى وصل إلى قرية عند مصب نهر بيرتام (الاسم القديم لنهر ملقا). تطورت هذه القرية مع مرور الوقت لتصبح مدينة ملقا الحالية. ووفقا لسجلات الملايو، ورأى باراميسوارا هنا أيل فأر يضايق كلباً يستريح تحت شجرة مالاقا. اعتبر هذا بمثابة فأل خير، وقرر إقامة مملكة تسمى ملقا. كما بنى مرافق محسنة للتجارة.
في ذلك الوقت الذي تأسست فيه ملقا، قام الإمبراطور من سلالة مينغ الصينية بإرسال أساطيل السفن لتوسيع التجارة. دعي الادميرال تشنغ إلى ملقا الذي أحضر الأمير باراميسوارا معه عند عودته إلى الصين، اعترافاً بمنصبه كحاكم شرعي لملقا. مقابل جزية عادية، عرض الإمبراطور الصيني حماية ملقا من التهديدات المستمرة السيامية. الصينيون والهنود الذين استقروا في شبه جزيرة الملايو قبل وأثناء هذه الفترة هم اليوم أسلاف مجتمعي بابا- نيونيا وتشيتي.
وفقاً لنظرية، أسلم باراميسوارا عندما تزوج من الأميرة باساي واتخذ لقب «شاه»، داعياً نفسه اسكندر شاه. تذكر الأخبار الصينية أنه في عام 1414، زار نجل أول حاكم لملقا الإمبراطور مينغ لإبلاغه بوفاة والده. أصبح نجل باراميسوارا آنذاك معترفاً به رسمياً من قبل الإمبراطور الصيني ودعي باسم رجا سري راما فيكراما، رجا من باراميسوارا من تيماسيك وملقا، وعرف بين المسلمين باسم السلطان سري اسكندر ذو القرنين شاه أو السطان ميغات اسكندر شاه. حكم ملقا بين 1414-1424. من خلال تأثير المسلمين الهنود، وإلى حد أقل، شعب هوي الصيني، أصبح الإسلام شائعا بشكل متزايد خلال القرن الخامس عشر. لكون مملكة ملقا كقوة بارزة في شبه الجزيرة انتشر الإسلام إلى الدول المجاورة. وبحلول بداية القرن السادس عشر أصبح الدين السائد بين الملايو.
في 1511، احتلت البرتغال ملقة، وأنشأت مستعمرة هناك. أنشأ أبناء آخر حكام ملقة مملكتين في أماكن أخرى من شبه الجزيرة: سلطنة فيرق إلى الشمال، وسلطنة جوهور (أصلا استمرارا لسلطنة ملقا القديمة) إلى الجنوب. بعد سقوط ملقا، تنازعت ثلاث قوى من أجل السيطرة على مضيق ملقا: البرتغال (في ملقا)، جوهور، واتشيه. استمر هذا الصراع حتى 1641، عندما سيطر عليه الهولنديون (المتحالفون مع جوهور).

## الوصول البريطاني
أنشأت بريطانيا أولى مستعمراتها في شبه جزيرة الملايو في عام 1786، مع استئجار جزيرة بينانغ من قبل شركة الهند الشرقية البريطانية من قبل سلطان كيدا. في عام 1824، تولى البريطانيون السيطرة على ملقا بعد المعاهدة البريطانية الهولندية عام 1824 التي قسمت أرخبيل الملايو بين بريطانيا وهولندا، حيث المالايا ضمن المنطقة البريطانية. في 1826، أنشأت بريطانيا مستعمرة التاج من مستوطنات المضيق، موحدة بذلك ممتلكاتها الأربعة في المالايو: بينانغ، ملقا، سنغافورة، وجزيرة لابوان. أديرت هذه المستوطنات بداية من قبل شركة الهند الشرقية في كالكوتا، قبل أن تصبح كل من بينانغ أولاً، وسنغافورة لاحقاً مراكز إدارية لمستعمرة التاج، حتى عام 1867، عندما تم نقلها إلى وزارة المستعمرات في لندن.
خلال أواخر القرن التاسع عشر، اعتمدت العديد من الولايات الماليزية على المساعدة البريطانية في تسوية الصراعات الداخلية. أدت الأهمية التجارية للكشف عن القصدير لتجار مستوطنات المضيق في الملايو لتدخل الحكومة البريطانية في الدويلات المنتجة للقصدير في شبه جزيرة الملايو. اتبع البريطانيون دبلوماسية القوارب الحربية من أجل التوصل إلى حل سلمي للاضطرابات المدنية التي تسببت بها العصابات الصينية والملايو الناجمة عن الصراع السياسي الدائر بين نجاح إبراهيم ورجا مودا، مهدت معاهدة بانغكور عام 1874 الطريق لتوسيع نطاق النفوذ البريطاني في الملايو. مع مطلع القرن العشرين، كانت ولايات فهغ، سلاغور، فيرق، ونكري سمبيلن، تعرف مجتمعة باسم ولايات الملايو المتحدة (ينبغي عدم الخلط بينها وبين اتحاد الملايو)، وكانت تحت السيطرة الفعلية للسكان البريطانيين المعينين لإسداء المشورة لحكام الملايو. كان البريطانين مستشارين بالاسم فقط، لكنهم في الواقع، أثروا بشكل كبير على حكام الملايو.

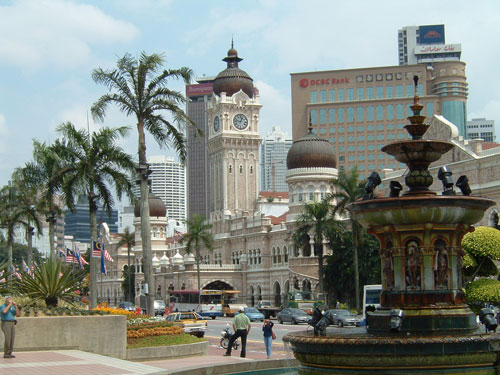
مبنى السلطان عبد الصمد في كوالالمبور والذي يحتوي على محكمة ماليزيا العليا والمحكمة التجارية. كوالالمبور عاصمة البلاد الحالية والعاصمة السابقة للاتحاد الفدرالي.

أما الولايات الخمس المتبقية في شبه الجزيرة، والمعروفة باسم دول الملايو غير الموحدة، وإن لم تكن مباشرة تحت الحكم البريطاني، فقد قبلت بمستشارين بريطانيين مع منعطف القرن العشرين. كانت منها أربع دويلات شمالية هي برليس، كيدا، كلنتان وترغكانو تحت سيطرة سيامية سابقة. أما جوهور فكانت الدولة الوحيدة التي تمكنت من الحفاظ على استقلالها طوال معظم القرن التاسع عشر. كان السلطان أبو بكر من جوهور والملكة فيكتوريا على معرفة شخصية، واعترفا ببعضهما البعض على قدم المساواة. دام الأمر كذلك حتى عام 1914 عندما قبل خليفة السلطان أبو بكر، السلطان إبراهيم مستشاراً بريطانياً.
في جزيرة بورنيو، حكمت ساباه ككونها مستعمرة التاج بورنيو الشمالية البريطانية، بينما كانت سراوق تحت سيطرة بروناي كمملكة شخصية لعائلة بروك، الذين حكموا باسم راجا الأبيض.
نمت الرغبة الوطنية بالاستقلال في أعقاب الغزو الياباني للملايو واحتلالها لاحقا خلال الحرب العالمية الثانية. في مرحلة ما بعد الحرب وضعت بريطانيا خططاً لتوحيد الإدارة في ماليزيا تحت مستعمرة وحيدة للتاج ودعيت اتحاد الملايو الذي تعثر بسبب معارضة قوية من قبل الملايو الذي عارضوا التخلص من حكامهم ومنح الجنسية للعرقية الصينية.
في سنة 1951 قام الداتو عون بن جعفر بإنشاء المنظمة الوطنية الملايوية والتي دعت للاستقلال ولكن بشرط أن تحكم الدولة الجديدة بشكل مباشر. المعارضة الشديدة من قبل الشعب الملايوي دعت الحكومة البريطانية للتخلي عن منح الحقوق المدنية لبقية الشعوب.
وخلال هذا الوقت، أطلق المتمردون تحت قيادة حزب الملايو الشيوعي حرب عصابات تهدف إلى طرد الإنكليز من الملايو. دامت حالة الطوارئ في الملايو، كما هو معروف، بين عامي 1948-1960، وشملت حملة طويلة لمكافحة التمرد من قبل قوات الكومنولث في ماليزيا. وعلى الرغم من توقف العمليات المسلحة لبثت قوات الكومنولث في المنطقة، على خلفية الحرب الباردة. وفقاً لذلك منح الاتحاد الاستقلال في إطار الكومنولث في 31 أغسطس 1957.

## ما بعد الاستقلال
في عام 1963، شكلت المالايا مع مستعمرات التاج البريطاني في ذلك الوقت صباح (بورنيو الشمالية البريطانية) وسراوق وسنغافورة دولة ماليزيا. انسحبت سلطنة بروناي، على الرغم من الاهتمام الأولي في الانضمام إلى الاتحاد، لكنها تراجعت بسبب معارضة من قطاعات معينة من السكان، وكذلك الجدل حول دفع إتاوات النفط ووضعية السلطان في عملية الاندماج المزمعة. كان التاريخ المقترح لإعلان تشكيل ماليزيا هو 31 أغسطس 1963، ليتزامن مع يوم استقلال الملايو ومنح الحكم الذاتي لسراوق وصباح. بأي حال، تأخر الموعد بسبب معارضة من الحكومة الاندونيسية بقيادة سوكارنو ومحاولات أخرى من جانب حزب الشعب المتحد في سراوق لتأخير تشكيل ماليزيا. نظراً لهذه العوامل، تشكل فريق من الأمم المتحدة يضم ثمانية أعضاء للتأكد من رغبة صباح وسراوق في الانضمام إلى ماليزيا.

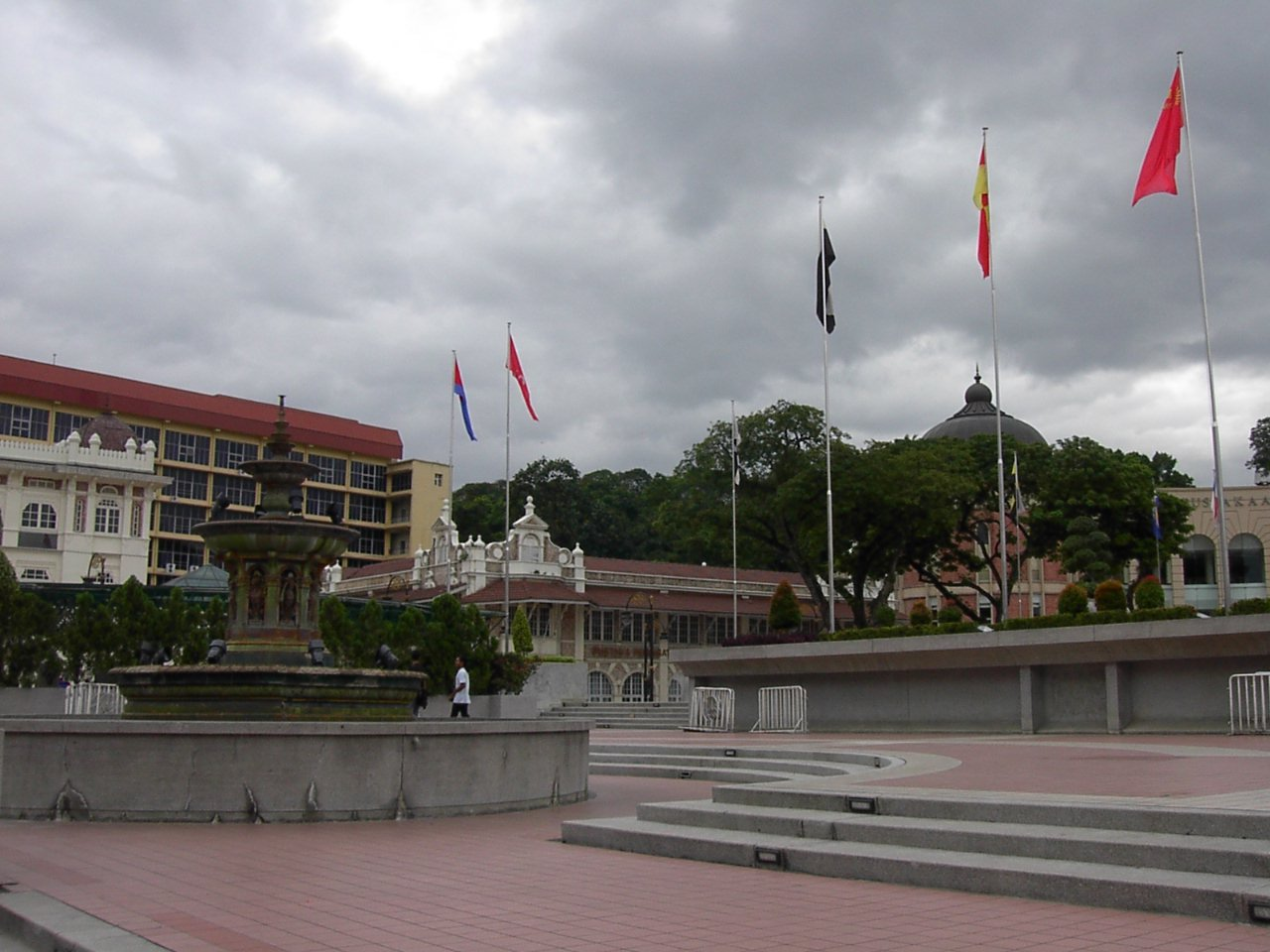
ساحة الاستقلال في كوالالمبور

شهدت السنوات الأولى من الاستقلال نزاعاً مع اندونيسيا حول تشكيل ماليزيا، وخروج سنغافورة في نهاية المطاف في عام 1965، والصراعات العرقية التي نحت تجاه أعمال شغب عرقية في عام 1969. كما أدلت الفلبين بدلوها أيضاً ضد صباح بناء على ادعاء أن سلطنة بروناي تنازلت لسلطنة سولو عن صباح في عام 1704. لا تزال هذه المسألة مع الفلبين جارية. بعد أعمال الشغب العرقية 13 مايو عام 1969، أطلقت السياسات الاقتصادية الجديدة المثيرة للجدل والتي تهدف إلى زيادة حصة «السكان الأصليين» (أغلبية شعب المالايو) بالمقارنة مع غيرها من الجماعات العرقية، والتي أطلقها رئيس الوزراء عبد الرزاق. حافظت ماليزيا منذ تلك الحين على توازن عرقي وسياسي دقيق، مع نظام حكم يحاول الجمع بين التنمية الاقتصادية الشاملة والسياسات الاقتصادية والسياسية التي تعزز المشاركة العادلة لجميع الأعراق المشكلة للبلاد.
بين الثمانينيات ومنتصف التسعينات، شهدت ماليزيا نموًا اقتصاديًا كبيرًا في ظل حكومة مهاتير بن محمد. شهدت هذه الفترة تحولًا من الاقتصاد القائم على الزراعة إلى اقتصاد يرتكز على الصناعة في مجالات مثل أجهزة الكمبيوتر والمستهلكات الإلكترونية. كان خلال هذه الفترة أيضًا أن تغير المشهد الماليزي مع ظهور العديد من المشاريع الضخمة. لعل أبرز هذه المشاريع هو برجا بتروناس التوأمان (حينها أعلى مبنى في العالم، وما زالا يحتفظان بوضعهما كأعلى مبنيين توأمين) ومطار كوالالمبور الدولي والطريق السريع بين الشمال والجنوب وحلبة سيبانغ الدولية وممر الوسائط المتعددة الخارق وسد باكون الكهرومائي وبوتراجاي العاصمة الإدارية الاتحادية الجديدة.
في أواخر التسعينات، اهتزت ماليزيا بسبب الأزمة المالية الآسيوية، فضلاً عن الاضطرابات السياسية الناجمة عن إقالة نائب رئيس الوزراء أنور إبراهيم. في عام 2003، تقاعد الدكتور مهاتير، أطول رؤساء الوزراء خدمة في ماليزيا لصالح نائبه عبد الله أحمد بدوي. في نوفمبر 2007، شهدت ماليزيا مسيرتين مناهضتين للحكومة. مسيرة بيرسيه عام 2007 والتي جمعت 40,000 شخص في كوالالمبور في العاشر من نوفمبر لإصلاح النظام الانتخابي. كما سبقها اتهامات بفساد في نظام الانتخابات الماليزية الذي يدعم الحزب السياسي الحاكم، باريسان ناسيونال الذي استلم السلطة منذ الاستقلال عام 1957. عقدت مسيرة أخرى في 25 نوفمبر العاصمة الماليزية من قبل (هندراف). دعى منظم المظاهرة، جبهة عمل حقوق الهندوس، إلى الاحتجاج على السياسات التمييزية لصالح عرقية الملايو. قدرت الحشود ما بين 5,000 و 30,000. في كلتا الحالتين قامت الحكومة والشرطة بالبطش بالمتظاهرين ومحاولة منع التجمعات. في 16أكتوبر 2008، حظرت الحكومة منظمة هندراف كما وصفت المنظمة «خطراً على الأمن القومي». تتبع ماليزيا النظام البريطاني في القيادة (اليد اليمنى أو الجهة اليسرى من الطريق).